# Alexandra Lehmler

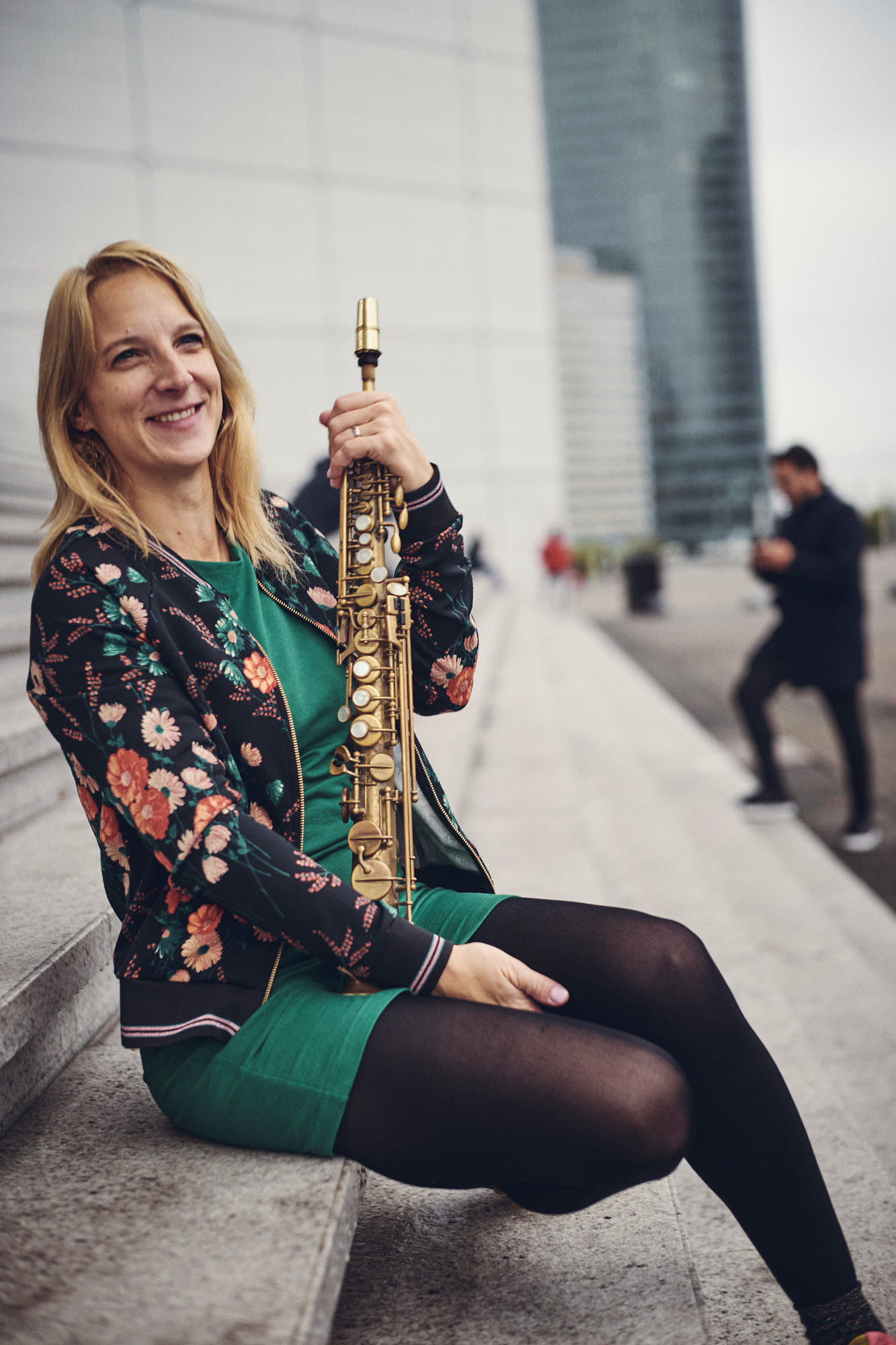
Alexandra Lehmler 2019 in Paris.

Alexandra Lehmler (* 30. Oktober 1979 in Bad Ems) ist eine deutsche Jazzmusikerin (Alt-, Bariton-, Sopransaxophon sowie Bassklarinette).

## Leben und Wirken
Lehmler begann im Alter von acht Jahren mit dem Klarinettenunterricht; fünf Jahre später wechselte sie zum Saxophon. In Montabaur besuchte sie das Landesmusikgymnasium Rheinland-Pfalz, wo sie im Jahr 2000 ihr Abitur machte. Mehrfach war sie Preisträgerin bei Jugend jazzt. Sie studierte an der Musikhochschule Mannheim, wo sie im Sommer 2005 mit der Note 1 abschloss. Während dieser Zeit war sie Mitglied in den Landesjugendjazzorchestern Rheinland-Pfalz und Baden-Württemberg und gehörte von 2002 bis 2004 zum Bujazzo unter Leitung von Peter Herbolzheimer. Im Rahmen ihres Aufbaustudiums an der Hochschule für Musik und Darstellende Kunst Stuttgart war sie für ein Auslandssemester in Paris.
Lehmler leitet seit 2000 ihre eigenen Bands. Zu ihrem ersten Quartett, gehörten zunächst der Pianist Daniel Prandl, der Bassist Matthias Debus und der Schlagzeuger Max Mahlert gehörten, dieses wurde ab 2004 durch den Perkussionisten Farouk Gomati zum Quintett erweitert. Mit der Band war sie im In- und Ausland erfolgreich unterwegs und veröffentlichte bisher vier Alben. Das Debütalbum Sundance (2007) wurde für den Vierteljahrespreis der deutschen Schallplattenkritik nominiert. 2014 erhielt sie den Jazzpreis Baden-Württemberg, weil sie dem Vorsitzenden der Jury, Bernd Konrad, zufolge „durch die Farbigkeit ihres ausgereiften Spiels“ besticht; ihre Kompositionen sind „teilweise unterhaltsam“, aber „trotzdem auf höchstem künstlerischen Niveau angesiedelt.“
2014 formierte sie für das Festival Enjoy Jazz eine Band, die aus dem französischen Schlagzeugvirtuosen Patrice Héral, dem ebenfalls aus Frankreich stammenden Franck Tortiller am Vibraphon, Herbert Joos an der Trompete und Matthias Debus am Bass bestand. Mit dieser Band veröffentlichte Lehmler im Februar 2017 ein Album mit dem Namen Sans mots. Beim Neuen Deutschen Jazzpreis 2018 war sie als Jazz-Komponistin Gewinnerin des mit 2000 Euro dotierten Neuen Deutschen Kompositionspreises.
In der aktuellen Besetzung ihres Quartetts spielt neben Héral und Debus der aus Italien stammende, in Paris lebende Gitarrist Federico Casagrande mit.
2020 veröffentlichte Lehmler ein Album mit ihrem Quartett „Sans mots“ welches live in den Bauer Studios in Ludwigsburg aufgenommen wurde.
Mit ihrem inzwischen langjährigen musikalischen Partner Franck Tortiller hat Lehmler 2023 ein Duoalbum veröffentlicht.
Lehmler hat drei Kinder gemeinsam mit dem Bassisten Matthias Debus, mit dem sie 2021 das Duoalbum Tandem veröffentlichte.
Seit 2006 initiiert Lehmler Jazzprojekte für Kinder, inzwischen hat sie mit der Band Herr Hering und die Jazzband" drei Programme für Kinder im Kindergarten und Grundschulalter veröffentlicht.
Sie wurde im Jahre 2012 in die Bundeswerkstatt Jazz gewählt. Zwischen 2014 und 2021 gehörte sie zum Vorstand der Deutschen Jazzunion.

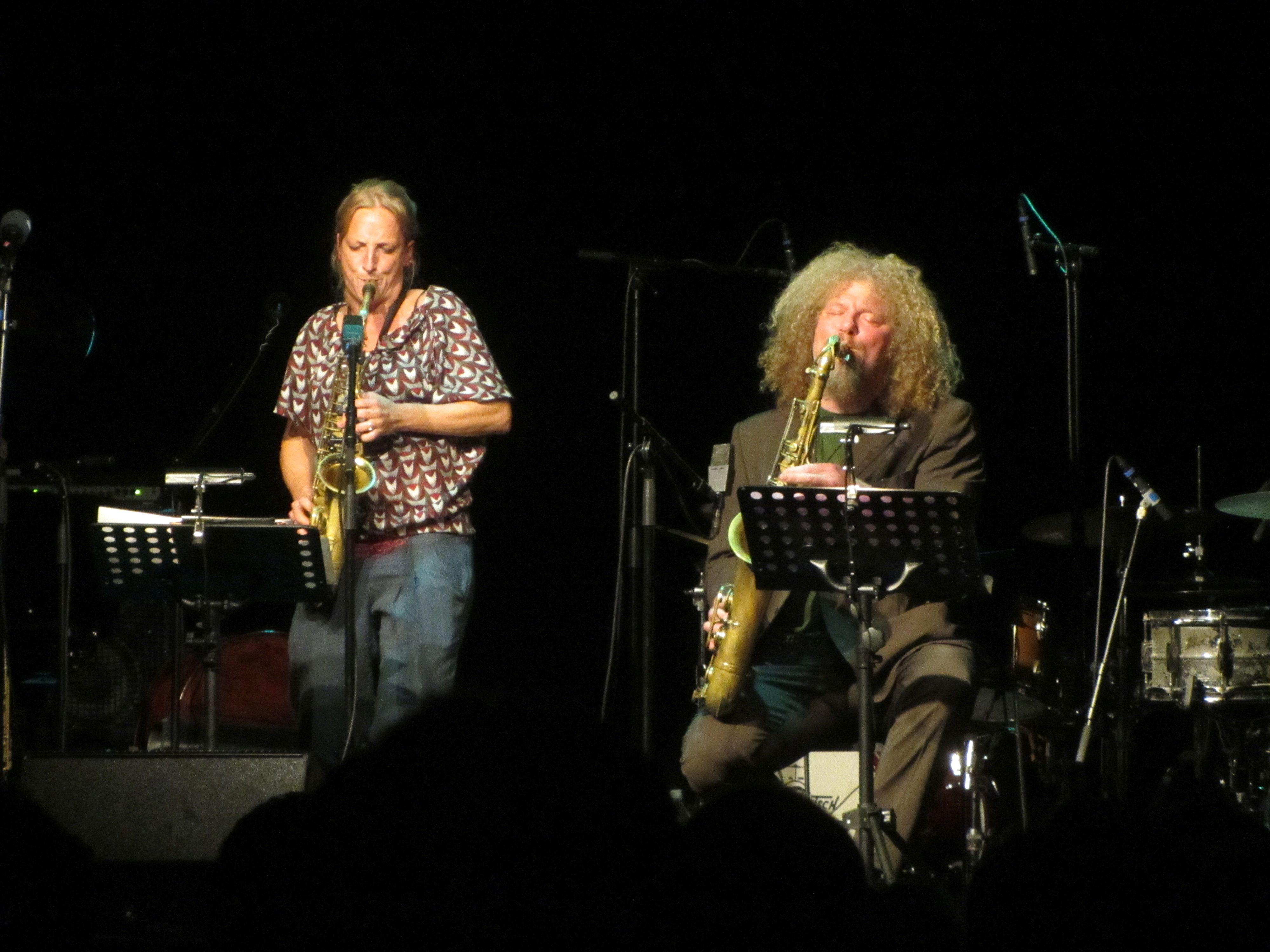
Saxofonistin Alexandra Lehmler (li.) mit Lömsch Lehmann in der Alten Feuerwache in Mannheim (2014)

## Diskographische Hinweise
- 2007: Sundance
- 2008: „Netnar Tsinim“
- 2009: Die Welt von unten gesehen
- 2011: No Blah Blah
- 2012: „Netnar Tsinim – Instant Minor“
- 2013: Jazz, Baby!
- 2015: Live
- 2017: Sans mots
- 2020: Studiokonzert
- 2021: „Tandem“
- 2023: „Aerial“